# Slavko Lukanc
Slavko Lukanc, slovenski alpski smučar, * 30. julij 1921, Tržič, † ?
Lukanc je za Jugoslavijo nastopil na Zimskih olimpijskih igrah 1948 v Sankt-Moritzu, kjer je v smuku sovojil 54., v kombinaciji pa 34. mesto.